# Derechos cinematográficos
Los derechos cinematográficos son derechos bajo la ley de Derechos de autor para producir una película como trabajo derivado de un artículo determinado de propiedad intelectual. Según el Derecho de los EE. UU., estos derechos pertenecen al titular de los derechos de autor, quienes pueden venderlos (u " optarlos ") a alguien de la industria cinematográfica, normalmente a un productor o director, e incluso a veces a un agente especializado con dichas propiedades, quien luego intentará reunir profesionales de la industria y asegurar el respaldo financiero necesario para convertir la propiedad en una película. Dichos derechos difieren del derecho a exhibir comercialmente una película cinematográfica terminada, cuyos derechos generalmente se denominan "derechos de exhibición" o "derechos de desempeño público".

## Orígenes
En los Estados Unidos, la necesidad de asegurar derechos cinematográficos de una fuente previamente publicada o producida aun bajo las leyes de derecho de autor con base en la jurisprudencia.  En 1907, la Compañía Kalem produjo una película silenciosa en un devanar basada en la novela del General Lew Wallace Ben-Hur sin haber asegurado primero los derechos de la película. El estado de Wallace y de su editor americano, Harper & Brothers, demandaron la violación de sus derechos de autor. La Corte Suprema de los Estados Unidos gobierna a favor de las denuncias, estableciendo el precedente de que todas las adaptaciones están sujetas a los derechos de autor.

## Opciones
Cuándo los productores optan por producir un guion, están adquiriendo el derecho para comprar determinados derechos de propiedad intelectual. El coste general de opción es de un 10% del coste de los derechos, por lo que los productores deben asegurar la financiación de su proyecto y tenerlo "greenlit". Ya que pocos proyectos suelen catergorizarse como greenlit, algunas opciones permiten a los productores reducir su pérdida en el acontecimiento antes de que un proyecto no pueda disfrutarse. En caso de que el proyecto sea greenlit, una opción provee una garantía legalmente vinculada para adquirir los derechos cinematográficos.
El contrato para una opción especificará la longitud de validez. Si el productor es incapaz de tener su proyecto aprobado dentro del margen del tiempo especificado (por ejemplo dos años), la opción expirará. En tal caso, el titular de derechos puede poner la opción de estos nuevamente a la venta . O, el contrato puede permitir que el productor pueda renovar la opción a un precio determinado.

## Cadena de titularidad
Comúnmente cuando los guiones se encuentran en un infierno de desarrollo, las opciones de un guion pueden expirar y ser revendidas en múltiples ocasiones. También, los productores quienes adquieren una opción y revisan el guion poseen los derechos de su propio trabajo derivado, mientras que el titular de los derechos originales posee los derechos subyacentes.  Este linaje se conoce como cadena de titularidad.  Este, a su vez, puede ser confuso si los derechos subyacentes están divididos.  Los productores pueden adquirir los derechos de una región concreta (por ejemplo de un país, el mundo entero, o el universo) y/o pueden adquirir derechos secundarios como los derechos merchandising.
En algunos casos, puede ser incierto en cuanto a los dueños exactos de una versión particular y al conjunto  de derechos exactos. Es importante para un abogado del entretenimiento determinar cómo es 'limpiar' una cadena de titularidad.